# Zanetti Story
Zanetti Story é um documentário biográfico de 2015 dirigido por Carlo Sigon, baseado na vida do futebolista Javier Zanetti. Para narrar a vida dele, a produção contou com participações de Lionel Messi, José Mourinho, Roberto Baggio e Gad Lerner.
Foi lançado em 27 de fevereiro de 2015.